# Casa Francisco
Casa Francisco é o terceiro álbum da banda brasileira Francisco, el Hombre, lançado em 21 de outubro de 2021. É o primeiro disco com a baixista Helena Papini.
O álbum foi criado durante um período de isolamento dos integrantes em uma casa amarela (o Sítio Romã) em Araçoiaba da Serra, e parte de sua produção foi transmitida pela internet como em um reality show ao longo do mês de outubro de 2021. A ideia era fazer do processo de criação do disco um "anti-espetáculo". A banda o considera "o disco mais Francisco, el Hombre de todos", daí o motivo de conter uma referência ao nome do grupo no título.
O quinteto o comparou ao seu primeiro disco La Pachanga!, vendo-o como mais "maduro" e dizendo que a estreia era o grupo anunciando que estava "saindo para o mundo" e Casa Francisco são eles anunciando a volta para o lar.

## Contexto e divulgação
O disco veio após um período em que os membros investiram em projetos solo (a saber: Sebastianismos (de Sebastián Piracés-Ugarte), Lazúli (de Juliana Strassacapa) e Baby (de Mateo Piracés-Ugarte)). Parte das faixas já estavam escritas há algum tempo, mas o grupo não se sentia pronto para lançá-las; no total, entre 50-60 canções foram criadas.
A produção foi financiada com a ajuda de um edital da Prefeitura de São Paulo.
O primeiro single a ser divulgado foi "Nada Conterá a Primavera", que mistura ritmos de salsa, mambo e jazz latino e faz referência ao MST. O segundo single, "Olha a Chuva", saiu em 30 de setembro, com a participação de Dona Onete. A faixa foi composta em cinco minutos, num dia outrora pouco produtivo para a banda em que uma chuva repentina forçou os integrantes a correrem para tirar roupas do varal. A ideia de chamar Dona Onete para participar da faixa veio do fato da cantora ser natural da Ilha de Marajó, local em que chove diariamente.
O terceiro single, "Se Nâo Fosse Por Ontem", tem a participação de Rubel e fala das "durezas que a humanidade tem que passar para se chegar até aqui". A faixa curta "Pele Velha", que reprisa parte de "Loucura", originalmente encerraria o álbum, mas tornou-se um interlúdio. "Ocê" é uma homenagem à companheira de Andrei Martinez Kozyreff.

## Recepção da crítica
| Críticas profissionais        | Críticas profissionais |
| Avaliações da crítica         | Avaliações da crítica  |
| Fonte                         | Avaliação              |
| ----------------------------- | ---------------------- |
| Tenho Mais Discos Que Amigos! | Positiva               |

Tony Aiex, do Tenho Mais Discos Que Amigos!, considerou que, no disco, os gêneros com os quais a Francisco, el Hombre, trabalha "foram fundidos de forma uniforme e linear para estampar a sonoridade única da banda, uma identidade própria que nunca esteve tão em forma."

## Faixas
Todas as faixas escritas e compostas por Juliana Strassacapa, Sebastian Piracés Ugarte, Andrei Martinez Kozyreff e Mateo Piracés Ugarte. 
| Faixas de Casa Francisco |                                                 |         |  |
| N.º                      | Título                                          | Duração |  |
| 1.                       | "Loucura"                                       | 4:16    |  |
| 2.                       | "Coração Acorda" (com Josyara)                  | 2:39    |  |
| 3.                       | "Ocê"                                           | 2:58    |  |
| 4.                       | "Olha a Chuva" (com Dona Onete)                 | 3:20    |  |
| 5.                       | "Pele Velha"                                    | 0:53    |  |
| 6.                       | "Arbolito"                                      | 3:16    |  |
| 7.                       | "Se Não Fosse por Ontem" (com Rubel)            | 3:28    |  |
| 8.                       | "Arrasta" (com Céu)                             | 2:32    |  |
| 9.                       | "Solo Muere El Que Se Olvida" (com La Pegatina) | 2:39    |  |
| 10.                      | "Nada Conterá a Primavera"                      | 3:57    |  |
| Duração total:           | Duração total:                                  | 29:58   |  |

## Créditos
Conforme Cultura e Negócios:
Francisco, el Hombre
- Mateo Piracés Ugarte — vocais, violão, Pro Tools
- Sebastián Piracés Ugarte — vocais, bateria
- Juliana Strassacapa — vocais, percussão
- Andrei Martinez Kozyreff — guitarra
- Helena Papini — baixo

Músicos de apoio/convidados
- Josyara — vocais
- Dona Onete — vocais
- Rubel — vocais
- Céu — vocais
- Isabella Salvego de Souza — ukelele
- Maicon Faquim Araki — percussão
- Giovani Alves Loner — trombone
- Douglas William Rodrigues dos Santos — trompete
- Mariana Marinelli de Oliveira — saxofone, flauta transversal
- Max Matta — ProTools

Pessoal técnico
- Mateo Piracés Ugarte — edição
- Max Matta — edição e técnico de gravação
- Caíque Neri Chaves — técnico de gravação de sopros no Estúdio Toca do Ouriço
- Pedro Garcia — mixagem
- Carlos Freitas (ClassicMaster) — materização
- Helena Papini, Juliana Strassacapa, Sebastian Piracés Ugarte, Andrei Martinez Kozyreff, Mateo Piracés Ugarte, Giovani Loner — arranjos